# Я — вожатый форпоста
«Я — вожатый форпоста» — советский художественный фильм режиссёра Геннадия Полоки по произведениям Н. Огнёва «Дневник Кости Рябцева» и «Исход Никпетожа». Фильм с элементами эксцентрической комедии. Является продолжением фильма «Наше призвание». Вышел в 1986 году.

## Сюжет
По произведениям, письмам и воспоминаниям писателя и педагога Н. Огнёва (Михаила Розанова). Продолжение судеб героев фильма «Наше призвание».
Действие происходит осенью 1924 года. После выхода на пенсию заслуженный педагог Николай Иванович Гудков вспоминает молодость, сложный период НЭПа и свою деятельность в качестве вожатого «пионерского форпоста» — одного из первых в стране пионерских отрядов. Он ведёт речь о своих друзьях, недругах, учителе, который был для него примером, и о любви.

## В ролях
- Павел Кадочников — Николай Иванович Гудков

Шкрабы:
- Валерий Золотухин — Михаил Гаврилович Григорьев (Михгав)
- Ия Саввина — Маргарита Анатольевна Радыгина (Маргаритища)
- Ирина Ожеховская-Пескова — Ольга Яковлевна Васильева (Оляква)
- Юрий Голубицкий — Матвей Матвеевич Пендерицкий (Матрас)
- Валентина Теличкина — Клара Петровна Кашкина (Кларпетка)
- Фёдор Никитин — Сергей Вениаминович Туманов (Сервентум)
- Юлия Бурыгина — Эльза Густавовна Канцель (Эльгуста)

Ученики:
- Василий Мищенко — Гудков в юности
- Наталья Михайлова — Матильда Квашнина
- Игорь Наумов — Сашка Гундобин
- Юрий Попович — Филька Субботин
- Мария Овчинникова — Чёрная Роза (Малинова)
- Илона Броневицкая — Герка Фрадкина
- Елена Майорова — Кастуська Фиалковская
- Ольга Ипполитова — Валька (Пончик)
- Андрей Анкудинов — Венька Сулькин
- Вася Семёнов — Коська
- Татьяна Попова — Танька
- Владимир Смилянец — Гришка
- Юрий Вьюшин — Ванька

Родители и другие лица:
- Иван Бортник — Сыровегин, секретарь уездного комитета РКП(б)
- Алексей Кожевников (озвучил Георгий Вицин) — Папанька
- Любовь Омельченко — Фрося с баяном
- Любовь Малиновская — инспектор губоно
- Владимир Маренков — мотоциклист из укома
- Нартай Бегалин — Мухамедзянов
- Валентин Букин — отец Галии Бекмухаметовой
- Виктор Уральский — Матвей Маркелович, арендатор яблочного сада
- Анатолий Шлаустас — Мешалкин
- Лилия Гурова — милиционерша Клавдия Вульфовна
- Виктор Дёмин — отец пионера Самочадова
- Михаил Анисимов -однокласник

## Съёмочная группа
- Режиссёр: Геннадий Полока
- Авторы сценария: Евгений Митько, Геннадий Полока
- Операторы: Игорь Ремишевский, Александр Рудь
- Художник: Михаил Щеглов
- Композитор: Андрей Эшпай
- Звукооператор: Виктор Морс[1]